# Рижевський Василь
Василь Рижевський (16 березня 1886, с. Струсів, Теребовлянський повіт, Королівство Галичини та Володимирії, Австро-Угорщина — 4 березня 1965, м. Маямі, США) — інженер, будівельник, промисловець, технічний референт Начальної Команди Української Галицької армії

## Життєпис
Народився 16 березня 1886 в селі Струсів (тепер Микулинецька селищна громада, Тернопільська область). 
Навчався у вищій реальній школі в Тернополі, яку закінчив у 1905 році та вступив до Львівської політехніки на відділ інженерії та будівництва. У 1907 році відбув однорічний військовий вишкіл при залізничному полку в місті Корнойбург (нині Австрія). Після повернення продовжив навчання і у 1912 році отримав диплом. Працював державним спеціалістом у будівельному відділі Галицького намісництва в Львові.
Під час Першої світової війни командант сотні в залізничному полку Австрійської армії, учасник будівництва тунелю в Карпатах (Буковина). 

### На службі Україні
З листопада 1918 в УГА, обіймає посаду начальник технічних частин Начальної команди Української Галицької армії. З 1 березня 1919 сотник. У липні 1919 року в складі армії перейшов на Наддніпрянщину. Організував у місті Жмеринка (нині Вінницька область) вишкіл новобранців для залізничних формацій на 350 осіб. У серпні 1919 року під час Спільний похід Армій УНР і УГА на Київ та Одесу займав посаду команданта залізничного куреня НКГА.
Перебував у Чотирикутнику смерті наприкінці 1919 року. У березні 1920 пробився зі своїм підрозділом через більшовицький фронт і приєднався до 3-ї Залізної дивізії Армії УНР під командою генерала Олександра Удовиченка в Могилеві-Подільському. До листопада 1920 командант технічного полку Армії УНР.

### Промисловець
У міжвоєнний період був активним учасником Українського технічного товариства у Львові, а протягом 1935-1937 очолював його. Був також головою товариства Українських промисловців.  
В цей період також був власником будівельної фірми, співвласником шляхово-будівельного підприємства Кінель-Рижевський, фабрики картонових виробів «Декоро» у Львові та інших, один з піонерів української промисловості в Галичині.

### В еміграції
На еміграції в Німеччині з 1944 року, а з 1950 у США. Голова і почесний член Товариства українських інженерів Америки. Автор спогадів.
Помер 4 березня 1965 у Маямі (Флорида). Похований на цвинтарі святого Йосифа.

## Праці
- Рижевський В. Технічні формації // Українська Галицька Армія / ред. Д. Микитюк. Т. 1. Вінніпег, 1958. С. 246-248